# 宁围街道
宁围街道，是中国浙江省杭州市萧山区下辖的一个街道办事处，1992年5月由宁围乡与盈丰乡合并为宁围镇，2014年8月撤镇设街道。辖区总面积42.88平方公里，总人口5万。2020年6月，新设立的盈丰街道从中重新析出。萧山高教园位于该街道。

## 辖区
宁围街道辖有：
- 社区(6)：振宁社区、金二社区、金一社区、宁安社区、宁东社区、宁税社区；
- 行政村(15)：新华村、宁新村、宁牧村、新安村、顺坝村、新中村、丰东村、盈一村、盈二村、丰二村、丰北村、合丰村、利一村、利二村、二桥村。